# Abraham Fraenkel
Abraham Halevi «Adolf» Fraenkel (en hebreo: אברהם הלוי "אדולף" פרנקל‎; Múnich, 17 de febrero de 1891 - Jerusalén, 15 de octubre de 1965) fue un lógico y matemático alemán nacionalizado israelí.
Estudió matemáticas en las universidades de Múnich, Berlín, Marburgo y Breslau. Después de su graduación dio clases en la Universidad de Marburgo desde 1916 donde obtuvo el cargo oficial de profesor en 1922.
Abandonó Marburgo en 1928. Después de dar clases durante un año en la Universidad de Kiel, se trasladó a Jerusalén en 1929, cuatro años después de la fundación de la Universidad Hebrea de Jerusalén, donde estuvo el resto de su carrera. Fue el primer decano de la Facultad de Matemáticas y también obtuvo el puesto de rector de la Universidad.
Los primeros trabajos de Fraenkel versaron sobre los números p-ádicos de Hensel y sobre la teoría de anillos. Sin embargo, es más conocido por sus trabajos en teoría axiomática de conjuntos, publicando la mayor parte de sus trabajos sobre el tema ("Einleitung in die Mengenlehre") en 1919. Intentó en dos ocasiones, en 1922 y 1925, axiomatizar la teoría de conjuntos, eliminando las paradojas y mejorando el sistema axiomático de Zermelo y creando los axiomas de Zermelo-Fraenkel (ZF), y demostrando formalmente la independencia del axioma de elección (ZFC).
También se interesó en la historia de las matemáticas; escribió sobre Gauss en 1920 y 1930, publicó una biografía de Cantor y editó la revista Jewish mathematics and astronomy en 1960.
Después de su retiro, y siendo sucedido por su alumno Abraham Robinson en la Universidad hebrea, continuó dando clases en la Universidad Bar Ilan cercana a Tel Aviv.

## Algunos trabajos publicados
- 1908. "Bestimmung des Datums des jüdischen Osterfestes für die Zeitrechnung der Mohammedaner." Em Zeitschrift für Mathematik und naturwissenschaft Unterricht (39)

- 1909. "Eine Formel zur Verwandlung jüdischer Daten in mohammedanische." Em Monatsschrift für Geschichte und Wissenschaft des Judentums, 53. Jahrgang, Heft 11-12

- 1910. "Die Berechnung des Osterfestes". Journal für die reine und angewandte Mathematik, vol 138

- 1918. "Praktisches zur Universitätsgründung in Jerusalem". Der Jude 3:404–414

- 1918b. "Mathematik und Apologie". Jeschurun, 5:112–126

- 1919. Einleitung in die Mengenlehre. Berlín: Verlag von Julius Springer

- 1920. Materialien für eine wissenschaftliche Biographie von Gauss.

- 1921. "Die neueren Ideen zur Grundlagung der Analysis und Mengenlehre." Em Jahresbericht Der Deutschen Mathematiker-Vereinigung

- 1922b. "The notion of 'definite' and the independence of the axiom of choice" em Jean van Heijenoort, 1967. From Frege to Godel: A Source Book in Mathematical Logic, 1879-1931. Harvard Univ. Press: 284–289

- 1922. "Zu den Grundlagen der Cantor-Zermeloschen Mengenlehre", Mathematische Annalen 86: 230-7

- 1924. "Die neueren Ideen zur Grundlegung der Analysis und Mengenlehre" Em Jahrsebericht Der Deutschen Mathematiker-Vereinigung, Vol 33, 97-103

- 1924. "The Jewish University in Jerusalem (From the Viewpoint of Orthodoxy)". Jewish Forum, January: VII (1), 27–31

- 1924b "The Jewish University in Jerusalem (From the Viewpoint of Orthodoxy)". Jewish Forum, May: VII (5), 299-302

- 1925. "Leben, Natur, Religion". Jeschurun 12:337–348

- 1930. "Georg Cantor," in Jahresbericht der Deutschen Mathematiker-Vereinigung 39, 189-266. Aparece separadamente como Georg Cantor Leipzig: B. G. Teubner condensada en Gesammelte Abhandlungen, de Cantor

- 1930-1 (5691). "אמונות ודעות לאור מדעי הטבע". Parte 1 em ההד VI(8) 16-19, part 2 em ההד VI(9). Reimpreso junto como monografía por ההד en 1931 Reimpreso en 1987-8. Tradujo Mark Zelcer en Hakirah vol 12

- 1930-1b. "Die heutigen Gegensätze in der Grundlegung der Mathematik." Em Erkenntnis 1 vol.

- 1935. "Zum Diagonalverfahren Cantors," Fundamenta Mathematicae 25, 45-50

- 1935. "Concerning the Method of Number Pairs." Philosophy of Science 2 (1)

- 1938. "Alfred Loewy (1873-1935)". Em Scripta Mathematica. Vol V (1)

- 1939. "Natural Numbers as Cardinals." Em Scripta Mathematica VI (2)

- 1940. "Natural Numbers as Ordinals." Em Scripta Mathematica VII (1-4)

- 1941. "מכתב למערכת". Em הצופה September 12, p8.

- 1943. הילודה בישוב ובעיותיה. Jerusalem: D. B. Aaronson.

- 1943b. יצחק ניוטון 1642-1942: דברים שנאמרו על-ידי ד"ר י.ל. מאגנס, ..., א.ה. פרנקל...י.רקח... בחגיגת ניוטון שנערכה באוניברסיטה העברית בירושלים, ביום ג' אדר תש"ג [1943]. ירושלים : חברה להוצאת ספרים על-יד האוניברסיטה העברית

- 1943c. "Problems and Methods in Modern Mathematics - 1. In Scripta Mathematica IX (1).

- 1943d. "Problems and Methods in Modern Mathematics - 2." In Scripta Mathematica IX (2).

- 1943e. "Problems and Methods in Modern Mathematics - 3." In Scripta Mathematica IX (3).

- 1943c. "Problems and Methods in Modern Mathematics - 4." In Scripta Mathematica IX (4).

- 1944. "Problems and Methods in Modern Mathematics - 5." Em Scripta Mathematica X (3-4).

- 1945. "על נימוקיהם של דחיית אד"ו ושל הסדר גו"ח אדז"ט לשנים המעוברות". Em Y. L. Fishman (ed.) זכרון לנשמת הרב אברהם יצחק הכהן קוק למלאות עשר שנים לפטירתו, קובץ תורני-מדעי. Jerusalem Mossad HaRav Kook.

- 1946. "Address by Abraham A. Fraenkel". Em Founder’s Day: The Dropsie College for Hebrew and Cognate learning. Addresses: The Honorable Herbert H. Lehman, Profesor Abraham Fraenkel. Filadelfa: Dropsie College

- 1946. "The Recent Controversies about the Foundations of Mathematics.” Scripta Mathematica XII(4)

- 1947. "The Hebrew University and the Regulation of Secondary Education in Palestine". Em Jewish Education 18:2.

- 1947. "The recent controversies about the foundation of mathematics." Em Scripta Mathematica XIII, pp 17–36.

- 1951. "On the Crisis of the Principle of Excluded Middle." Em Scripta Mathematica XV (1-2).

- 1953. מבוא למתמטיקה: בעיות ושיטות מן המתמטיקה החדישה. Ramat Gan: Masada Publishing.

- 1953b. Abstract Set theory. Ámsterdam: North Holland Publishing Co.

- 1955. Integers and the Theory of Numbers. New York: [Scripta Mathematica], Yeshiva University.

- 1955b. ."על סדר התפילות בקיבוץ הדתי" Em שי לישעיה: ספר יובל לר' ישעיהו וולפסברג בן הששים. Y. Tirosh (ed.). Tel Aviv: Merkaz LeTarbut Shel HaPoel Mizrahi; 193-194.

- 1958. "משום ירקיא - משום מתיא". Em Shimon Braunstein e Gershon Chorgon (eds.) ספר יובל לכבוד שמואל קלמן מירסקי. New York: Vaad HaYovel; 248-250.

- 1960. "Jewish mathematics and astronomy". Em Scripta Mathematica XXV, pp 33–47. (Surgiu em Hebraico em Tekhnika Umada, Tel Aviv, 1947. Nota de rodapé 12 da versão Scripta Mathematica alega que a redação foi escrita nos anos 1930.)

- 1960. "Epistemology and logic" em Synthese 12, pp 333–337.

- 1960. "Theory of Sets" em Encyclopædia Britannica.

- 1961. Essays on the foundations of mathematics, dedicated to A. A. Fraenkel on his seventieth anniversary. Y. Bar-Hillel, E. I. J. Poznanski, M. O. Rabin e A. Robinson, eds. Jerusalem, the Hebrew University: Magnes Press.

- 1966 (1953). Abstract Set Theory. North Holland.

- 1966. Set Theory and Logic. Addison-Wesley.

- 1966. "עיבור שנים וקידוש החודש". Em אמונה, דת ומדע. Jerusalem: Misrad HaChinuch VeHaTarbut.

- 1967. Lebenskreise: Aus den Erinnerungen eines jüdischen Mathematikers. Deutsche Verlags-Anstalt.

- 1969. "הלוח העברי." Encyclopedia Hebraica, vol 26.

- 1973 (1958). (con Yehoshua Bar-Hillel, Azriel Levy, e Dirk van Dalen) Foundations of Set Theory. North Holland.